# Mr. Hood
Mr. Hood è il primo album dei KMD, gruppo d'origine di MF DOOM, pubblicato nel 1991.  L'album contiene parti vocali tratte da cassette di apprendimento dell'inglese, tagliate ricucite per creare il personaggio di Mr. Hood. L'album è stato ripubblicato per Traffic Entertainment Group nel 2004, dopo essere stato fuori stampa per diversi anni. La Pitchfork Media's Top 100 Albums of the 1990s ha segnalato l'album alla n°98 tra i 100 album più significativi degli anni '90.
Le tracce, accreditate a KMD e Stimulated Dummies, sono in realtà state prodotte tutte da DJ Subroc. Il motivo per cui non gli sono accreditate è che al momento dell'uscita del disco era ancora minorenne.

## Tracce
1. "Mr. Hood at Piocalles Jewelry"/"Crackpot" - 2:49
2. "Who Me? (With an Answer from Mr. Bert)" - 3:32
3. "Boogie Man!" - 3:49
4. "Mr. Hood Meets Onyx" - 2:15
5. "Subroc's Mission" - 4:00
6. "Humrush" - 3:26
7. "Figure of Speech" - 3:44
8. "Bananapeel Blues" - 3:54
9. "Nitty Gritty" ft. Brand Nubian - 5:35
  - Contiene un campione da "The Nitty Gritty" di Shirley Ellis ft Hutch Davis Orchestra & Chorus
  - Contiene un campione da "Push It Along" dei A Tribe Called Quest
10. "Trial 'N' Terror" - 4:09
11. "Hard Wit No Hoe" - 3:53
12. "Mr. Hood Gets A Haircut" - 1:18
13. "808 Man" - 3:53
14. "Boy Who Cried Wolf" - 3:36
15. "Peachfuzz" - 4:00
16. "Preacher Porkchop" - 2:42
17. "Soulflexin'" - 3:52
18. "Gasface Refill" - 3:45